# Sarcinodes yaeyamana
Sarcinodes yaeyamana là một loài bướm đêm trong họ Geometridae.